# Suovetaurile

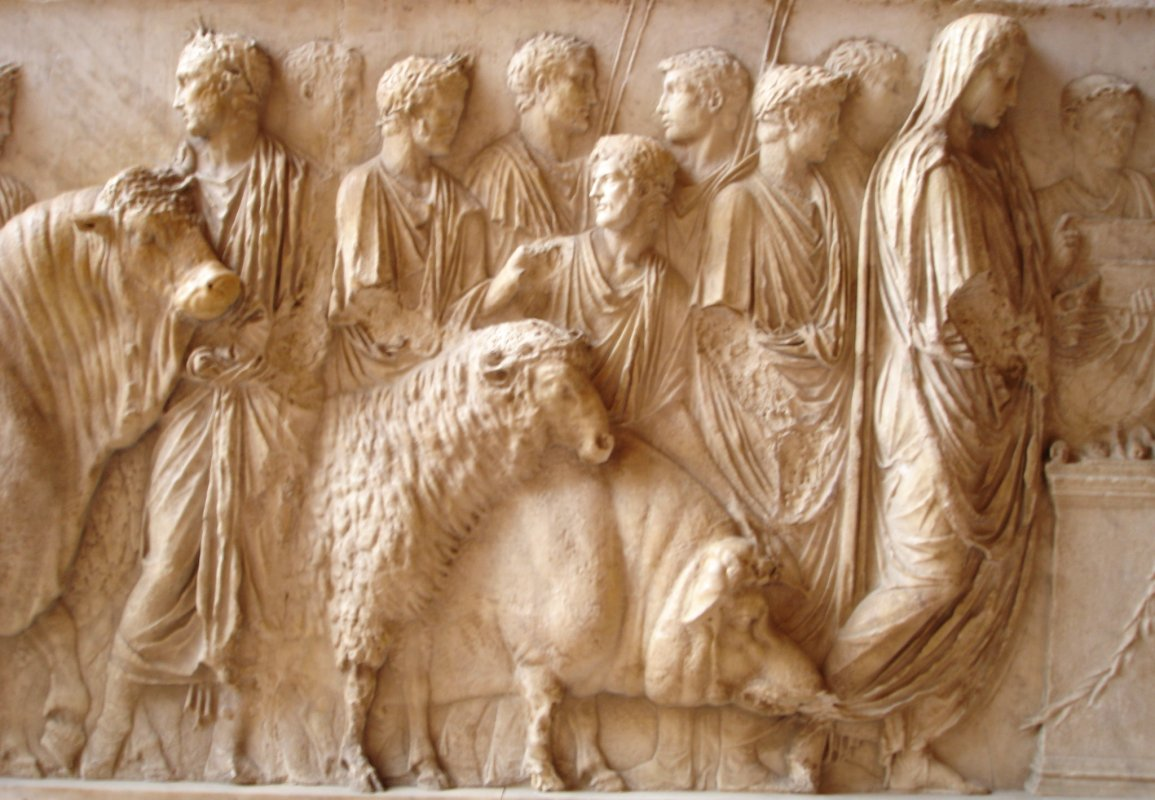
Suovetaurile, marbre, Paris, Musée du Louvre.

Dans la Rome antique, le suovetaurile désignait un sacrifice de purification, où l'on immolait trois victimes mâles, un porc (sus), un mouton (ovis) et un taureau (taurus) à Mars afin de bénir et de purifier la terre.
C'était un des rites traditionnels les plus sacrés de la religion romaine : on conduisait en procession solennelle ces trois animaux autour de l'endroit ou de l'assemblée qu'il fallait purifier, puis on les abattait d'un coup sur l'occiput au moyen de la hache pontificale (securis pontificalis) ou sacena.

## Origines
Des traces archéologiques découvertes en 1964 dans l'aire de Sant'Omobono près du forum boarium sont interprétées comme les indices de la pratique de suovetaurile dans la Rome archaïque: parmi environ 5000 fragments osseux calcinés extrait d'une fosse, les archéologues ont identifié des restes de bœufs, de porcs, de chèvres et de moutons. Un tesson de poterie portant une inscription étrusque a permis de dater cette fosse entre la fin du VIIe siècle av. J.-C. et le début du VIe siècle av. J.-C., période de la Rome étrusque.
Ce type de sacrifice se retrouve dans l'Inde Védique, avec le sacrifice du sautramani, immolation à Indra d'un bouc, d'un bélier et d'un taureau, ce qui semble faire remonter la pratique du suovetaurile à la religion indo-européenne.

## Rituel
Le détail du rituel nous est parvenu grâce à Caton l'Ancien : la première étape consistait à mener les trois animaux autour des limites de la terre à bénir, en prononçant les paroles suivantes :
| Cum divis volentibus quodque bene eveniat, mando tibi, Mani, uti illace suovitaurilia fundum agrum terramque meam quota ex parte sive circumagi sive circumferenda censeas, uti cures lustrare. | « Je t'ordonne, Manius, de promener cette triste victime autour de mon domaine et de ma terre, soit en totalité, soit seulement sur la partie que tu jugeras à propos de purifier, afin qu'avec l'aide des dieux le succès couronne mes entreprises » |

Le sacrifice est alors effectué, et la prière à Mars doit être faite :
| Mars pater, te precor quaesoque uti sies volens propitius mihi domo familiaeque nostrae, quoius re ergo agrum terram fundumque meum suovitaurilia circumagi iussi, uti tu morbos visos invisosque, viduertatem vastitudinemque, calamitates intemperiasque prohibessis defendas averruncesque ; utique tu fruges, frumenta, vineta virgultaque grandire beneque evenire siris, pastores pecuaque salva servassis duisque bonam salutem valetudinemque mihi domo familiaeque nostrae ; harumce rerum ergo, fundi terrae agrique mei lustrandi lustrique faciendi ergo, sicuti dixi, macte hisce suovitaurilibus lactentibus inmolandis esto ; Mars pater, eiusdem rei ergo macte hisce suovitaurilibus lactentibus esto. | « Mars notre père, je te conjure d'être propice à moi, à ma maison et à mes gens ; c'est dans cette intention que j'ai fait promener une triple victime autour de mes champs, de mes terres et de mes biens, afin que tu en écartes, éloignes et détournes les maladies visibles et invisibles, la stérilité, la dévastation, les calamités et les intempéries : afin que tu fasses grandir et prospérer mes fruits, mes grains, mes vignes et mes arbres : afin que tu conserves la vigueur à mes bergers et à mes troupeaux, et que tu accordes santé et prospérité à moi, à ma maison et à mes gens. Aussi, pour purifier mes champs, mes terres et mes biens, et pour faire un sacrifice expiatoire, daigne agréer ces trois victimes à la mamelle que je vais immoler. Mars notre père, agréez dans ce but ces trois jeunes victimes. » |

Du pain doit ensuite être offert, et les paroles dites simultanément :
| Eiusque rei ergo macte suovitaurilibus inmolandis esto. | « Sois glorifié par cette victime suovitaurilienne. » |

Si la divinité n'est pas apaisée, le propriétaire doit refaire le sacrifice en disant :
| Mars pater, siquid tibi in illisce suovitaurilibus lactentibus neque satisfactum est, te hisce suovitaurilibus piaculo. | « Mars notre père, si quelque chose t'a déplu dans ce sacrifice des trois jeunes victimes, accepte en expiation ces trois autres. » |

## Occasions
Les suovetaurilias peuvent avoir un caractère public ou privé : ainsi les fermes étaient bénites par des suovetauriles ruraux et privés lors de la fêtes des Ambarvales en mai. En revanche, des suovetauriles publics solennels étaient faits tous les cinq ans lors des cérémonies de lustration réalisées par les censeurs.
De même, lorsqu'un temple était détruit, le site devait en être purifié par un suovetaurile afin qu'il puisse être reconstruit.
Un suovetaurile était également offert pour bénir l'armée partant en campagne.
L'arc d'Auguste de Suse, élevé par le prince Marcus Julius Cottius en 8 av. J.-C. pour célébrer l'alliance des 14 peuples gaulois de sa préfecture avec Rome après le traité conclu entre Cottius et Auguste, représente sur sa face nord un suovetaurile offert à l’occasion de la soumission de ces peuples.

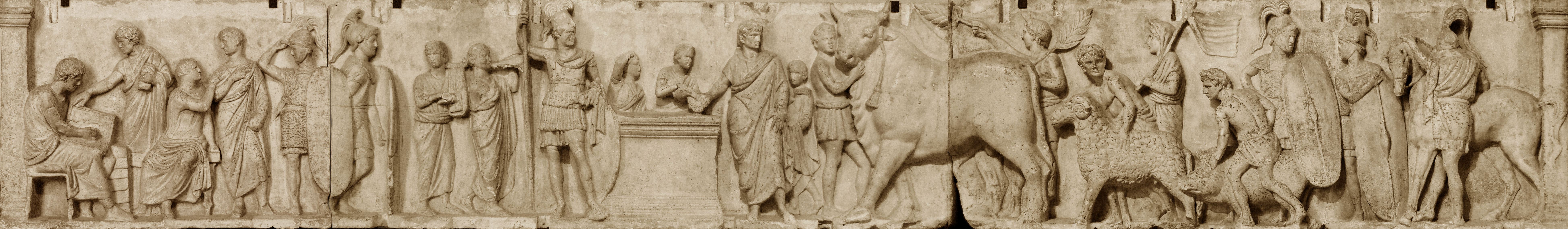
Bas-relief de l'Autel de Domitius Ahenobarbus, montrant les actes du censeur : à gauche, opération de cens, au centre célébration du suovetaurile
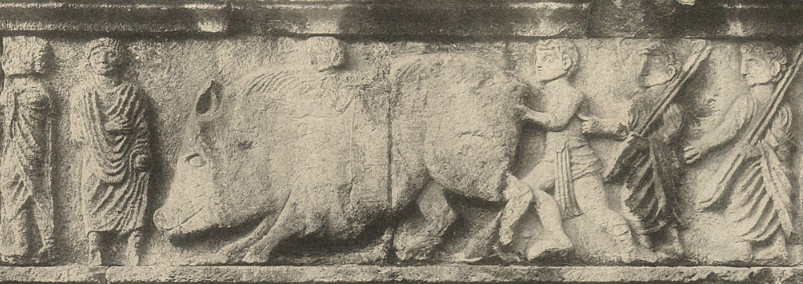
Arc d'Auguste à Suse Détail de la frise de la face nord.
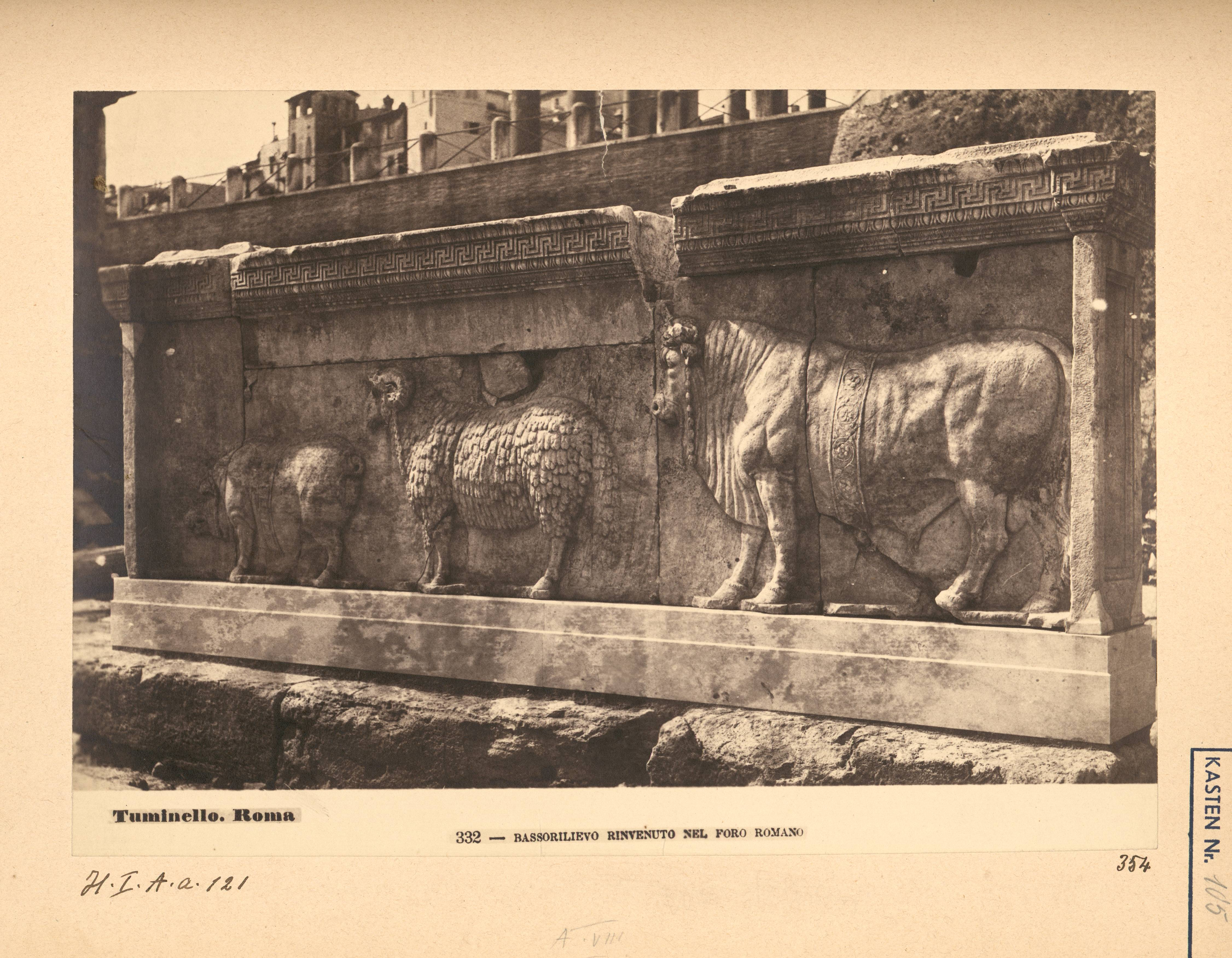
Bas-relief du Forum romanum, (Anaglyphes de Trajan).